# Rugby Europe Sevens Championship
El Rugby Europe Sevens Championship es un circuito masculino de selecciones de rugby 7 que se realiza en Europa desde 2002.
Es clasificatorio al Challenger Series.

## Palmarés
| Edición | Año  | Campeón    | 2º puesto  | 3º puesto  |
| ------- | ---- | ---------- | ---------- | ---------- |
| I       | 2002 | Portugal   | Georgia    | Alemania   |
| II      | 2003 | Portugal   | Francia    | Georgia    |
| III     | 2004 | Portugal   | Italia     | Irlanda    |
| IV      | 2005 | Portugal   | Rusia      | Italia     |
| V       | 2006 | Portugal   | Rusia      | Italia     |
| VI      | 2007 | Rusia      | Francia    | Moldavia   |
| VII     | 2008 | Portugal   | Gales      | Georgia    |
| VIII    | 2009 | Rusia      | Francia    | Italia     |
| IX      | 2010 | Portugal   | Francia    | Rusia      |
| X       | 2011 | Portugal   | Inglaterra | España     |
| XI      | 2012 | Inglaterra | Portugal   | Francia    |
| XII     | 2013 | Inglaterra | Francia    | Rusia      |
| XIII    | 2014 | Francia    | Escocia    | Inglaterra |
| XIV     | 2015 | Francia    | España     | Inglaterra |
| XV      | 2016 | Rusia      | Francia    | España     |
| XVI     | 2017 | Rusia      | Irlanda    | España     |
| XVII    | 2018 | Irlanda    | Alemania   | Rusia      |
| XVIII   | 2019 | Alemania   | Francia    | Irlanda    |
| XIX     | 2021 | España     | Alemania   | Rusia      |
| XX      | 2022 | España     | Alemania   | Francia    |
| XXI     | 2023 | Irlanda    | Francia    | España     |
| XXII    | 2024 | Francia    | Irlanda    | Alemania   |
| XXIII   | 2025 | Francia    | España     | Italia     |

## Posiciones
- Número de veces que las selecciones ocuparon las tres primeras posiciones en todas las ediciones.

| Selección  | Campeón | 2º puesto | 3º puesto |
| ---------- | ------- | --------- | --------- |
| Portugal   | 8       | 1         |           |
| Francia    | 4       | 8         | 2         |
| Rusia      | 4       | 2         | 4         |
| España     | 2       | 2         | 4         |
| Irlanda    | 2       | 2         | 2         |
| Inglaterra | 2       | 1         | 2         |
| Alemania   | 1       | 3         | 2         |
| Italia     |         | 1         | 4         |
| Georgia    |         | 1         | 2         |
| Escocia    |         | 1         |           |
| Gales      |         | 1         |           |
| Moldavia   |         |           | 1         |